# Alénya
Pronunciação
Alénya (em catalão:  Alenyà) é uma comuna francesa na região administrativa da Occitânia, no departamento dos Pirenéus Orientais. Estende-se por uma área de 5.34 km², com 3.669 habitantes, segundo o censo de 2018, com uma densidade de 690 hab/km².

## Geografia

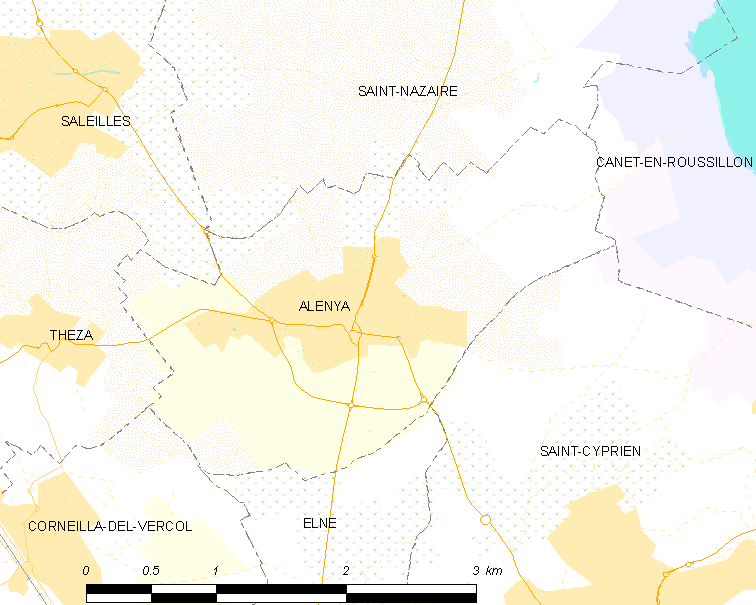
Mapa de Alénya